# ورزشگاه محمد پنجم
ورزشگاه محمد پنجم (عربی: مرکب محمد الخامس) یک ورزشگاه فوتبال در شهر کازابلانکا، مراکش است.
این ورزشگاه که در سال ۱۹۵۵ تأسیس شده دارای ۶۷٬۰۰۰ نفر ظرفیت می‌باشد.